# Штерль, Роберт

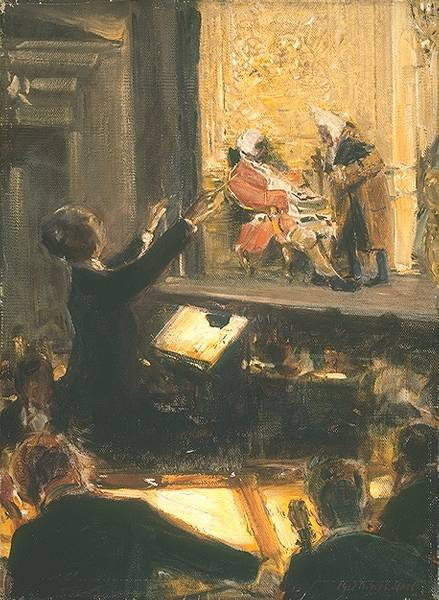
Эрнст фон Шух дирижирует оперой «Кавалер роз» Рихарда Штрауса. 1912

Роберт Герман Штерль (нем. Robert Hermann Sterl; 23 июня 1867, Гроссдобриц, ныне в составе Дрездена — 10 января 1932, Наундорф) — немецкий художник.
Сын каменщика. В одном ряду с Максом Либерманом, Максом Слефогтом и Ловисом Коринтом Роберта Штерля относят к числу наиболее известных представителей немецкого импрессионизма. После учёбы в дрезденской академии художеств, которую он закончил на отлично в 1890 году, Штерль остался связан с родным городом до конца своей жизни. Был учеником Леона Поле и Фердинанда Паувелса. На рубеже веков вместе с Вильгельмом Клаудиусом Штерль входил в состав художественной колонии Гоппельн. Почти три десятилетия, являясь профессором академии художеств, Штерль оказывал серьёзное влияние на искусство Саксонии. Построенный в 1914-1920 годах дом-мастерская художника в настоящее время вмещает музей Штерля, где уникальный ансамбль создают сохранившиеся интерьеры рубежа веков и библиотека с обширным архивом художника.
Помимо многочисленных ранних пейзажей из Гессена огромный интерес в творчестве Штерля представляют его работы, созданные по мотивам поездки в Россию, и образ известного дрезденского дирижёра Эрнста фон Шуха. Роберт Штерль пользовался успехом как портретист.

## Награды
- Почётный доктор Лейпцигского университета (1927)